# Pauridiantha viridiflora
Pauridiantha viridiflora är en måreväxtart som först beskrevs av Georg August Schweinfurth och William Philip Hiern, och fick sitt nu gällande namn av Frank Nigel Hepper. Pauridiantha viridiflora ingår i släktet Pauridiantha och familjen måreväxter. Inga underarter finns listade i Catalogue of Life.